# 逆鉾与治郎
逆鉾 与治郎（さかほこ よじろう、1871年5月10日 - 1939年10月22日）は、鹿児島県日置郡金峰町（現南さつま市）出身で高砂部屋、のち井筒部屋に所属した大相撲力士。本名は今井 与次郎（旧姓年永）。最高位は東関脇。現役時代の体格は168cm、82kg。得意手はハズ押し、左四つ。

## 来歴
子供の頃から土地の宮相撲で活躍していたが、巡業で鹿児島を訪れた初代西ノ海・小錦一行に誘われて高砂へ入門、1893年（明治26年）1月場所序ノ口で初土俵を踏んだ。2年後の1895年（明治28年）6月場所には早くも十両に昇進、十両もわずか2場所で通過して1896年5月場所入幕した。この年の1月場所で初代西ノ海が引退、井筒部屋を興したのでこれに従った。
小兵ながら前捌きが巧みで動きが速く、ハズ押しや左半身からの攻めに加え、「踵に目がある」と評されたほど土俵際の粘りが強く、「名人」と讃えられた。三役から幕内上位を長く務め、横綱常陸山谷右エ門とは対戦がなかったものの梅ヶ谷には3勝7敗3分、大砲には金星を含む3勝4敗4分とほぼ互角に闘い、「梅・常陸時代」と呼ばれる黄金時代にあって大活躍した。
幕内を11年務めて1907年5月場所、西小結にあって1敗9休としたのを最後に現役を引退、年寄関ノ戸（7代）を襲名して検査役を長く務めた。大見嵜と仲が良く巡業にも同行していた。
礼儀正しく質実温厚にして寡黙な人柄、弓取式も相撲同様名人級の腕前だったという。弓を射ても猟銃を取らせても巧かったといわれる。酒豪でも知られた。実弟も達上嘉平と名乗って幕下まで相撲を取った。
晩年は湯河原に旅館を開き狩猟三昧の日々で1939年、老衰で68歳で死去した。

## 主な成績
- 幕内在位：23場所（うち関脇5場所、小結4場所）
- 幕内成績：72勝47敗26分3預82休　勝率.610
- 金星：1個（大砲。1905年1月場所）